# Sib (Oman)
Sib (manchmal auch in Anlehnung an die englische Transkription Seeb; arabisch السيب, DMG as-Sīb) ist ein Ort und eine Wilaya im Gouvernement Maskat, rund 30 Kilometer westlich der gleichnamigen Hauptstadt. Sib hatte 2010 etwa 313.000 Einwohner und ist damit die größte Wilaya des Gouvernements.
1920 wurde in Sib der Vertrag von Sib zwischen dem Sultan vom Muscat, Taimur ibn Faisal (1886–1965), und dem Imamat von Oman geschlossen. Es sicherte den Omanis gegenüber den Briten Autonomie zu. Oman war zu dieser Zeit ein britisches Protektorat.

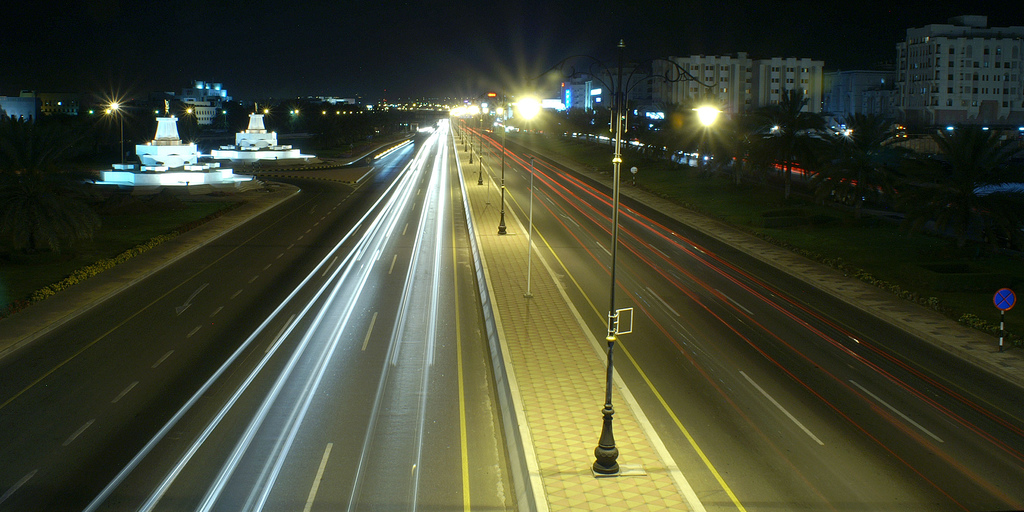
Schnellstraße in Sib.

Im Rahmen der Modernisierungspolitik von Sultan Qabus ibn Said, die 1970 begann, wurde aus einem Fischerort am Golf von Oman eine große Siedlung in der Muscat Capital Area mit lebendigem Markt, Industriegebieten und dem Muscat International Airport, der bis Januar 2008 noch Seeb International Airport hieß. Über diesen wird der Großteil des omanischen Luftverkehrs abgewickelt.
Sib ist Landungsstelle verschiedener internationaler Telekommunikations-Seekabel wie FALCON, MENA Cable System/Gulf Bridge International Cable System und Transworld (TW1).
Im Juni 2014 wurde enthüllt, dass in diesem Ort eine Abhörstation für Unterseekabel mit dem Decknamen „Guitar“ durch den britischen Geheimdienst GCHQ betrieben wird.